# Life in Cartoon Motion
| Recensione   | Giudizio |
| ------------ | -------- |
| AllMusic     |          |
| The Guardian |          |

Life in Cartoon Motion è il primo album in studio del cantante britannico Mika.

## Descrizione
Il disco è stato pubblicato il 5 febbraio 2007 in Europa e il 27 marzo 2007 negli USA; in entrambi i paesi ha riscosso un enorme successo di pubblico e di critica. Il primo singolo ad aver anticipato l'uscita dell'album è la pluripremiata Grace Kelly, che ha raggiunto la prima posizione in alcuni dei paesi in cui è stato pubblicato. Il secondo singolo estratto dall'album è Relax (Take It Easy), pubblicato il 30 giugno 2007, che ha raggiunto un'ottima posizione nelle classifiche europee e diventando uno dei più grandi successi nell'estate 2007. Il terzo singolo estratto è Love Today, altro brano di successo, pubblicato il 27 agosto 2007. Il quarto singolo estratto dall'album è Happy Ending, che ha riscosso un discreto successo nel periodo natalizio. La pubblicazione è infatti avvenuta il 14 dicembre 2007 e sin dalla première del video è entrato subito nei video più trasmesso dal network musicale MTV Italia. Sono state anche estratti i brani Big Girl (You Are Beautiful) e Lollipop. Ha venduto più di 5 milioni di copie risultando l'album più venduto del 2007.
Ad oggi si stima che l'album abbia venduto oltre 7.8 milioni di copie in tutto il mondo.

## Tracce

### Edizione standard
Testi e musiche di Mika, eccetto dove indicato.
1. Grace Kelly – 3:07 (Mika, Jodi Marr, John Merchant, Dan Warner)
2. Lollipop – 3:03
3. My Interpretation – 3:35 (Mika, Jodi Marr, Richie Supa)
4. Love Today – 3:55
5. Relax, Take It Easy – 4:27 (Mika, Nick Van Eede)
6. Any Other World – 4:19
7. Billy Brown – 3:14
8. Big Girl (You Are Beautiful) – 4:06
9. Stuck In the Middle – 4:08
10. Happy Ending – 4:45
11. Over My Shoulder (traccia fantasma) – 4:45

### Tracce bonus edizione britannica e australiana
1. Ring Ring – 2:50 (Mika, Jodi Marr)

### Tracce bonus edizione giapponese
1. Ring Ring – 2:50 (Mika, Jodi Marr)
2. Your Sympathy – 3:10 (Mika, Jodi Marr, Richie Supa)
3. Grace Kelly (video)

### Edizione Best Buy iTunes americano
1. Grace Kelly (Acoustic) – 3:06 (Mika, Jodi Marr, John Merchant, Dan Warner)
2. Love Today (Acoustic) – 2:48
3. Satellite (Acoustic) – 4:13 (David J. Matthews)

### Tracce bonus versione digitale canadese
1. Grace Kelly (Acoustic) – 3:06 (Mika, Jodi Marr, John Merchant, Dan Warner)
2. Stuck in the Middle (Acoustic) – 3:54
3. Relax, Take It Easy (Acoustic) – 3:02 (Mika, Nick Van Eede)

### Edizione italiana, americana e canadese
1. Grace Kelly – 3:07 (Mika, Jodi Marr, John Merchant, Dan Warner)
2. Lollipop – 3:03
3. My Interpretation – 3:35 (Mika, Jodi Marr, Richie Supa)
4. Love Today – 3:55
5. Relax, Take It Easy – 4:27 (Mika, Nick Van Eede)
6. Ring Ring – 2:50 (Mika, Jodi Marr)
7. Any Other World – 4:19
8. Billy Brown – 3:14
9. Big Girl (You Are Beautiful) – 4:06
10. Stuck In the Middle – 4:08
11. Erase – 3:38 (Mika, Desmond Child, Jodi Marr)
12. Happy Ending – 4:45
13. Over My Shoulder (traccia fantasma) – 4:45

## Formazione
- Mika - voce, tastiera, cori, percussioni addizionali, chitarra, programmazione, pianoforte
- Greg Wells - tastiera, programmazione, percussioni, chitarra, basso
- Lyle Workman - chitarra
- Jodi Marr - percussioni
- Matt Chamberlain - batteria
- Fabien Waltmann - programmazione
- Tim Pierce - chitarra
- Derek Citron - percussioni
- Dan Rotchild - basso
- Dylan Schiavone - chitarra
- Paloma Penniman, Fortuné Penniman, Ida Falk, Alexander Millar, Zuleika Penniman - cori

## Classifiche
| Classifica (2007/08)   | Posizione massima |
| ---------------------- | ----------------- |
| Australia              | 5                 |
| Austria                | 4                 |
| Belgio                 | 2                 |
| Canada                 | 2                 |
| Corea del Sud          | 1                 |
| Danimarca              | 3                 |
| Estonia                | 1                 |
| Europa                 | 2                 |
| Finlandia              | 12                |
| Francia                | 1                 |
| Germania               | 6                 |
| Grecia                 | 1                 |
| Giappone               | 12                |
| Irlanda                | 2                 |
| Italia                 | 9                 |
| Messico                | 5                 |
| Norvegia               | 1                 |
| Nuova Zelanda          | 3                 |
| Paesi Bassi            | 4                 |
| Polonia                | 13                |
| Portogallo             | 9                 |
| Regno Unito            | 1                 |
| Repubblica Ceca        | 24                |
| Russia                 | 1                 |
| Spagna                 | 11                |
| Stati Uniti            | 29                |
| Stati Uniti (digital)  | 5                 |
| Stati Uniti (internet) | 29                |
| Svezia                 | 3                 |
| Svizzera               | 4                 |
| Ungheria               | 12                |